# 122 Gerda
Gerda (asteroide 122) é um asteroide da cintura principal com um diâmetro de 81,69 quilómetros, a 3,0904481 UA. Possui uma excentricidade de 0,0407626 e um período orbital de 2 112,21 dias (5,79 anos).
Gerda tem uma velocidade orbital média de 16,59376953 km/s e uma inclinação de 1,63857º.
Este asteroide foi descoberto em 31 de Julho de 1872 por Christian Peters.
Este asteroide recebeu este nome em homenagem à gigante Gerda da mitologia nórdica.